# Nhà máy bia Châu Á Thái Bình Dương
Nhà máy bia châu Á Thái Bình Dương (tiếng Anh: Asia Pacific Breweries) là một công ty nhà máy bia châu Á thành lập vào năm 1931 với tên "Công ty trách nhiệm hữu hạn Nhà máy bia Malaysia" (Malayan Breweries Limited, viết tắt MBL), liên doanh với công ty Heineken Quốc tế và Fraser và Neave, chính thức có tên như hiện nay vào năm 1990. Công ty này hiện đang kiểm soát 30 nhà máy bia tại 12 quốc gia trong khu vực châu Á Thái Bình Dương, bán được hơn 120 thương hiệu bia và các sản phẩm biến thể từ bia (rượu bia nhẹ). Heineken là cổ đông lớn chiếm giữ 42,5% cổ phần. Nhà máy bia châu Á Thái Bình Dương được niêm yết trên Sở Giao dịch Singapore.

## Thương hiệu chính
Các thương hiệu chính của công ty gồm: Bia Tiger, Anchor, Baron’s Strong Brew, ABC Extra Stout và Archipelago Brewery Company range of beers. Công ty này cũng ủ bia Heineken theo giấy phép của công ty mẹ là công ty Heineken Quốc tế.